# バイオハザード CODE:Veronica
『バイオハザード CODE：Veronica』（バイオハザード コード:ベロニカ、BIOHAZARD CODE：Veronica）は、2000年にカプコンよりドリームキャスト用として発売された『バイオハザードシリーズ』第4作目のホラーアクションアドベンチャーゲーム。本作以降はタイトルナンバーと発売順が一致しなくなった。開発はネクステック。
CEROの年齢区分によりCERO：D（17才以上対象）とされている。旧年齢区分CERO:18（18才以上対象）から新区分D（17歳以上対象）となった。

## 概説
本作は『バイオハザード』の5か月後、『バイオハザード2』と『バイオハザード3 LAST ESCAPE』（以降、『3』）の3か月後の1998年12月に起きた出来事を題材としている。プレイヤーはゲーム前半は主にクレア・レッドフィールドを、後半は主にクリス・レッドフィールドを操作してバイオハザードが発生した施設からの脱出を目的とする。また、クレアが連れて行かれた孤島でバイオハザードに巻き込まれ、それをクリスが助けに向かうという展開など、いくつかの要素は2015年発売の『バイオハザード リベレーションズ2』にもオマージュとして取り入れられている。
兄弟愛、純愛、倒錯愛、さまざまな愛がもつれた形が加わり物語が盛り上がる。これまでの対ゾンビの恐怖よりも、「本当は人間のほうが恐ろしい」という精神的な怖さを際立たせている。プロデューサーの三上真司は人気漫画の『BOYS BE…』を凌駕するほどのラブシーンだとコメントを残している。。
「元々『バイオハザード』はPlayStationで育ったものであり、（当初は）ドリームキャスト独占であった本作には正規のナンバリング以外の名称を付けるべき」という考えから、本作はナンバリングを与えられず、ドリームキャスト専用ソフトとして発売された。その後、アルバート・ウェスカーが活躍するムービーの追加などさまざまな改修が行われた完全版は、他機種にも移植された。完全版でのシステム変更は無いが、通常版と共にドリームキャスト版はメニュー画面を開かず、プレイ中のビジュアルメモリ上の液晶画面でプレイヤーキャラクターのHPや状態を把握できる。

## システムの特徴
本作では、従来の「固定カメラ」視点から「移動カメラ」視点に変更された。フルポリゴン化したことにより背景にも動きのある表現が加わった。倒れる柱や崩れ落ちる壁、揺れる照明などの立体的な表現も追加されている。ドリームキャストのポリゴン表示でキャラクターの成形も変化させた。「コード:ベロニカ」では、キャラクターを一体成形する「スキン構造」を使うことによって関節の継ぎ目などが目立たなく滑らかになりムービーと比べても遜色がなくなった。
また、従来の作品でも操作キャラクターが一時的に変わったり、同行していた別のキャラクターを操作することはあったが、本作では前半を主にクレアの操作で進行させ、終盤はクリスの操作でエンディングへ向かうという形式が取られている。クレアの行動しだいで、後から同じところを通るクリスの行動範囲が変わる、"あと追いシステム"が本作の特徴とされている。アイテムはアイテムボックス（アイテムを保管する場所）を通して共有している一方、クレアからクリスに交代する際に所持アイテムの引継ぎは行われない。また、本作のシナリオの長さは従来作品の2作分に相当するため、中間地点ではインクリボンを使わずにセーブできる箇所があり、リザルトのセーブ回数にも加算されない。
ナイフの攻撃力や部位破壊などの武器に関しての仕様や演出は、一部従来のシリーズ作品と異なっている（詳しくは後述）。
本作のみ、連射できる銃以外の武器はボタンを1回ずつ押さないと連続で攻撃できない。このシステムは、後の作品では廃止されている。
初代以来、廃止されていた、アイテムを回転させたり裏返して調べる要素が復活した。

### BATTLE GAME
本編クリア後にプレイできるおまけゲーム。クレア（2種類）、クリス、スティーブ、ウェスカーの各キャラクターを操作して道中に現れるクリーチャーを全て排除し、最後にボスと対決してクリアした時点のタイムによってランクが決定する。それぞれが決められた武器を装弾数が無限で所持しており、全てのキャラクターでSランクを獲得すると『BATTLE GAME』でリニアランチャーを使用できるようになる。本編のシリーズでは恒例の隠し要素であるコスチュームチェンジが本作には存在しないが、『BATTLE GAME』にはクレアでクリアすると別衣装のクレアが使用可能となる。クリスでクリアするとウェスカーが使用可能となる。また別衣装クレアはコスチュームが違うだけでなく最初から持っているアイテムも違う。
| Sランク 入手条件 | Sランク 入手条件    |
| ---------------- | ------------------- |
| クレア           | 6分以内にクリア     |
| クリス           | 6分30秒以内にクリア |
| スティーブ       | 10分以内にクリア    |
| 別衣装クレア     | 8分以内にクリア     |
| ウェスカー       | 時間条件なくクリア  |

## ストーリー
ラクーンシティの消滅から2か月後。レオン・S・ケネディやシェリー・バーキンと共にラクーンシティのバイオハザードを生き残ったクレア・レッドフィールドは、バイオハザードの元凶である巨大製薬企業「アンブレラ」調査のために入手したわずかな手がかりを元に、ヨーロッパに向かった兄クリス・レッドフィールドを追って単身でフランスに渡っていた。
前編
主人公のクレアは、アンブレラのパリ研究所に潜入したものの警備隊に捕まり、アンブレラが所有する南米付近の孤島・ロックフォート島の私設刑務所へ移送されてしまうが、収容後ほどなく島が謎の戦闘部隊の襲撃を受けて全滅した上、T-ウイルスが島全体に漏洩してバイオハザードが発生した。クレアは混乱に紛れて脱獄した少年であるスティーブ・バーンサイドと出会い、彼とともに島からの脱出を試みる。
島には「囚人棟」「訓練所」「公邸」「私邸」「空港」など多数の施設が存在していたが、いずれもT-ウイルス漏洩によってゾンビなどのクリーチャーで溢れ返っており、脱出行は困難を極める。その途中、クレアは刑務所内の端末からレオンにメールを送り、クリスに自分の居場所を伝えるよう要請する。
また、クリスの宿敵であるアルバート・ウェスカーに遭遇し、彼が部隊を率いて島を襲撃してバイオハザードを引き起こしたことを知る。クレアはウェスカーに圧倒的な力で殺されかけるが、利用価値があるとみなされ、何とか事なきを得る。そして、島の司令官でかつてアンブレラの創設に携わった名門貴族アシュフォード家の一員であるアルフレッド・アシュフォードのたび重なる妨害を辛くも切り抜け、クレアとスティーブは空港から飛行機で飛び立つが、アンブレラ社の輸送基地がある南極へ自動操縦で向かわされる。
後編
アシュフォード家が管轄する南極基地に不時着したクレアとスティーブは、互いに手分けをして脱出の手段を探し始める。しかし、そこでもバイオハザードは起きており、基地内はゾンビやクリーチャーで溢れていた。やがて再び襲い掛かってきたアルフレッドを返り討ちにして雪上車で脱出した二人だったが、突如として謎の巨大触手の襲撃を受けてしまう。
一方、レオンから連絡を受けたクリスはロックフォート島に到着するが、アルフレッドにより爆破された島は半壊状態にあった。そこでの探索中に、ウェスカーとの再会を経てクレアが南極にいることを知り、自らも基地内にあったハリアー戦闘機に乗って南極に向かう。
南極基地を探索したクリスは、クレアと無事に再会できたものの、再びクレアと別行動になってしまう。スティーブを探して基地内を捜索するクレアは遂にスティーブを見つけるが、スティーブの様子はどこかおかしかった。新型ウイルス「T-Veronica」の実験台にされており、クレアの目の前でウイルスが発症して怪物化してしまう。スティーブにウイルスを投与したのは、アルフレッドの双子の妹で、アシュフォード家当主アレクサンダー・アシュフォードが実行した「ベロニカ計画」により生み出され、そして死んだはずの天才科学者アレクシア・アシュフォードであった。アレクシアは、自ら開発したウイルスで怪物化させたスティーブを操り、彼はアレクシアの触手で拘束されたクレアに襲い掛かるが、寸前で自我を取り戻し、触手を切り落としクレアを救う。しかし直後に触手の反撃を受け、致命傷を負ったスティーブはクレアに想いを伝えて息絶えた。
一方、アレクシアはアレクサンダーをT-Veronicaの実験台にして得た知見から、15年間の冷凍睡眠により自身の体にT-Veronicaを適合させて人類と別種の生命体に進化しており、T-Veronicaを全世界に散布することで、自ら女王蟻となって全ての生物の頂点に立とうと画策していた。超人的な能力を有するアレクシアに挑んだクリスは、3段階に進化していくアレクシアに苦戦するものの、最終的にリニアランチャーによってアレクシアを殲滅する。
南極基地の自爆シーケンスが作動する中、クリスはスティーブの遺体を回収したウェスカーに戦いを挑まれ絶体絶命に陥るものの、鉄骨の束を彼の上に落とし、さらに自爆の混乱で危機を脱する。そして改めてアンブレラの打倒を強く決心したクリスは、クレアと共にハリアーによって南極から脱出し、南極基地は自爆・消滅したのだった。

## 登場人物

### 主要人物
クレア・レッドフィールド（Claire Redfield）
前々作『バイオハザード2』の主人公の1人。年齢19歳、身長169cm、体重52.4kg、血液型O型。
兄であるクリスの捜索のためにアンブレラのパリ研究所ビルへ潜入し、激しい銃撃戦を繰り広げるが逮捕され、ロックフォート島に収監される。その後、島が襲撃された際に看守のロドリゴにより解放され、スティーブと共に脱出を目指す。エンディングを見ても分かるように兄クリスを非常に慕っているが、一方ではスティーブに対しお姉さんぶる一面もある。
『バイオハザード2』とは声は同じだが、顔つき、服装が異なっている。
『バトルゲーム』での武器はナイフ、ハンドガン、ボウガンを所持し、火薬付きボウガン主体で敵と戦う。また、本編の服装とは別にレースクイーン姿のクレアも隠しキャラクターとして登場し、そちらでの武器はアサルトライフル、グレネードランチャーといった高火力武器を所持する。
クリス・レッドフィールド（Chris Redfield）
『バイオハザード』の主人公であり、クレアの兄。年齢25歳、身長181cm、体重80.5kg、血液型O型。
元はラクーン市警察の特殊部隊S.T.A.R.S.の隊員であったが、洋館事件（『1』の舞台）によって部隊は壊滅、生き残ったメンバーとしてアンブレラの実態を暴くためヨーロッパに渡り調査を行っていた。レオンからの連絡を受け、クレアを救出するためにロックフォート島へ赴くが、すでにクレアは脱出した後で、代わりに彼は思わぬ「旧友」であるウェスカーと再会することになる。
初代バイオハザードでも見せていた迂闊なところや無鉄砲さが目立つところも健在であり、島の崖を素手で自力で登ったり、予め持っていた数々の装備品を崖から落としてしまっている。作中ではS.T.A.R.S.の被服や装具をそのまま使い続けている。
元空軍パイロットでもあるため、戦闘機ハリアーの操縦も得意とする。
『バトルゲーム』での武器はナイフの他に本編のクリス編で手に入るショットガンとマグナムを所持。プレイアブルキャラクターの中では火力に優れている武器を持つが、その分最後のボスはアレクシア第2〜3形態とラスボスとの戦いとなる。
スティーブ・バーンサイド（Steve Burnside）
ロックフォート島の監獄に父親と共に囚われていた17歳の少年。身長173cm、体重67.5kg、血液型AB型。
島内の混乱に乗じて脱走し、同じく収監されていたクレア・レッドフィールドと出会い、島からの脱出のために協力しあう事になる。二挺拳銃の戦闘スタイルを好んでおり、劇中で彼が使用する火器は常に二挺一組で、プレイヤー操作時も腕を交差する専用の構えアクションが出来る。
アンブレラ社員であった父親の裏切りが原因で捕らえられ（母親はこの際に抵抗し殺害されている）、父共々ロックフォート島に収監された経緯を持つ。それゆえに「家族」というものを信用しておらず、クレアの「兄が助けに来てくれる」という言葉にも懐疑的であったが、ゾンビ化した父親と邂逅した際には攻撃を躊躇しており、心の底では家族への情を捨てきれていなかった様子がうかがえる。
17歳という若さでありながら銃器を軽快に扱いこなせたり、輸送機の操縦や削岩機の操縦をこなせたりなど、年齢に見合わず機器の扱いに関しては器用な能力を持つ。
南極基地では覚醒したアレクシアによって捕えられ、T-veronicaの実験体とされてモンスター化しクレアに襲いかかる。最後には自我を取り戻してクレアを救うが、直後にアレクシアの触手によって致命傷を負わされ元の姿へと戻り、クレアへの愛を告げ落命。彼の亡骸にはT-veronicaが残っていたため、アレクシアの捕獲に失敗したウェスカーによって持ち去られた。
本編で隠しアイテムであるルガーのモデルガンを入手すると『バトルゲーム』でプレイアブルキャラクターとして登場。武器はナイフの他に本編でも使用していたゴールドルガーとサブマシンガンであり、二丁拳銃の特性上、複数体の敵への応戦力に優れる。ちなみに本編でのゴールドルガーはプレイヤーの武器としては一切使用できず、バトルゲームのスティーブでしか使用できない。

### アシュフォード家
アルフレッド・アシュフォード（Alfred Ashford）
アンブレラ社所有のロックフォート島の責任者。年齢27歳、身長176cm、体重61.8kg。
アンブレラの創設メンバーの一人、エドワード・アシュフォードの孫にあたり、先代当主アレクサンダーの息子でありアレクシアの双子の兄。
無能な父を軽蔑し、かつてあったアシュフォード家の貴族としての栄光を取り戻そうと躍起になっている。彼自身は常人よりも高い知能を持つが、司令官として優秀とはいえず様々な問題を抱えている。
また、父親をはじめとする周囲の人物から常に「妹アレクシアと違って無能」として陰で蔑まれるなど幼少期より比較され続けた環境故にコンプレックスを蓄積していた事もあって、歪み狂ったとも取れる危険な人格を形成している。裏を返せば、味方が一人も居ない状況下でアレクシアと長年酷く比較され続けてきたので、精神的に歪まざるを得ない環境であったとも言える。
権力や力を欲する気持ちの現れなのか兵器マニアである。また、娯楽で囚人を拷問・惨殺して楽しむ狂人でもある。
更にはアレクシアがいない寂しさに耐え切れず妹の人格を生み出し多重人格と化してしまい、鏡を通して妹に変装した自分と会話している。なお、人格はアレクシアが上位で、アルフレッドが下位となっている。また、アレクシアはアルフレッドの人格を認識しており、アルフレッドとの会話も可能であるがアルフレッドはアレクシアの人格を認識していない為、前述のように鏡を通して会話している。
初登場時はロックフォート島に収監されたクレアを島を攻撃した犯人と捉え、スナイパーライフルで狙撃したり数々の生物兵器を解き放ったりなど執拗に彼女を妨害する。そして私邸でアレクシアの姿でクレアを追い詰め、スナイパーライフルで殺害しようとするが、そこへ突如現れたスティーブと銃撃戦を繰り広げる。スティーブのサブマシンガンで撃たれたショックでアレクシアの衣服や鬘を脱ぎ捨てて撤退し、元の姿で後を追ってきたクレアやスティーブに奇襲を仕掛けるも返り討ちに遭う。その際に鏡台に映る自分の顔から自ら妹の人格を生み出していたことにようやく気づき、取り乱しつつ私邸から去っていき島全体に仕掛けていた自爆装置を作動させる。
クレアとスティーブが飛行機で島を脱出しても尚、アレクシアの人格のまま執念深く妨害を続け、クレアとスティーブの飛行機を自動操縦で強制的に南極基地へ向かわせて自らも飛行機で南極基地へ辿り着き、再びスナイパーライフルをクレアに向ける。しかしアルフレッドに気づいたスティーブが現れ再び彼と銃撃戦を繰り広げるが、スティーブの俊敏な動きに狙いが定まらず弾丸を避けられ、懐に潜り込まれて近距離でサブマシンガンを発砲される。撃たれた衝撃で南極基地の2階から1階へ転落し、さらに転落した場所が崩れて地下深くへ落下していく。スティーブから受けた弾丸や転落が致命傷となり、死の寸前にコールドスリープしているアレクシアの元へ縋り付き、彼女の目覚めの瞬間を見届けた直後に息絶える。
アレクシアは表向きには彼を信頼しているかのような素振りを見せていたが、内心では「忠実だが無能な兵隊蟻」と称していた。
クリス編の南極研究所では、保管カプセルの中に閉じ込められた状態の遺体がクリスに発見される。
アレクシア・アシュフォード（Alexia Ashford）
アルフレッドの双子の妹。年齢27歳、身長175cm、体重54.3kg。
家系的には先代当主アレクサンダーの娘。だが、実際には兄のアルフレッドと共にアシュフォード家の初代当主「ベロニカ・アシュフォード」をクローン技術で蘇らせたクローン人間であり、アレクサンダーの血は受け継いでいない。
稀に見る高い知能を有した天才科学者であり、ウイルスやバイオテクノロジーの研究で才能を発揮していたが、1983年にわずか12歳にして南極アンブレラ基地の研究施設でウイルス研究から生み出したT-Veronicaウイルスを自身に投与、実験中の事故で死亡したと偽り以後15年間コールドスリープに入り、徐々にウイルスを適応させていた。
自分以外の人間を愚民として見下すなど選民意識が強い。また、彼女自身はアレクサンダーの悲願であったアシュフォード家の再興など眼中に無く、「女王蟻である自分が、世界という巨大な蟻塚の頂点に君臨すること」を目的として行動している。
DC版では、父のアレクサンダーがアレクシアの異常性に気づいていたことが判明している。
アレクサンダー・アシュフォード（Alexander Ashford）
アシュフォード家の6代目当主で、アルフレッドとアレクシアの父親。
容姿は肖像画で確認できるが、アシュフォードの血筋故か美形である。また、DC版では物語終盤、リニアランチャーへ電力がチャージされ始めた際にアレクサンダーの生前の映像が流れる。
性格についての言及はほぼ無いが、DC版を見るにウイルス研究者にしては常識的な部分を持っていた事がうかがえる。
下記の事から無能と言われているが、ベロニカ計画を立ち上げて双子のクローン人間を生み出したり、万が一の事態に備えてリニアランチャーを開発していた点を鑑みると、一概に無能であったとは言えない。
父エドワードと共に始祖ウィルスの研究を進めていたが、ウィルス研究は彼にとって専門外であったため、父の死を切っ掛けにウィルス研究で他のアンブレラ幹部に大幅な遅れを取ってしまい、アシュフォード家の栄光は彼の代で没落する。
その後、かつての栄光を取り戻すべく、専攻していた遺伝子工学を基に初代当主ベロニカ・アシュフォードをクローン人間として再臨させる「ベロニカ計画」を実行・成功させ、ベロニカのクローンであるアレクシアが誕生することになる。
しかし、彼にとって予定外であったのは生まれたのが双子であったことである。彼曰くアルフレッドは「普通より知能は高いが天才とは言えない」子供で、不要な存在であった。この事がアルフレッドの性格を鬱屈させる一因となり、後にアレクシアがT-veronicaを完成させた際、父親がアレクシアをアシュフォード家再興の道具とする一方、自分の事を軽んじていた事に激怒したアルフレッドの手で拘束された上、アレクシアのウィルス実験台にされてしまった。
その後、ウィルスとの共存に失敗して凶暴な怪物へと変貌し、後にその声を聞いた研究者たちから「ノスフェラトゥ」と呼ばれるようになった。
DC版では娘の異常性に気づいていたようで「この警告の発動はベロニカ計画が破壊的局面にあることを意味する。1983年現在、娘はベロニカ・ウィルスに取りつかれるあまり、自らの体を使った実験にまで手を出してしまった。その欲望は留まることなく世界を実験場所にするだろう。この兵器は父として娘のためにできる最後のことだ。あなたがアンブレラの敵であってもどうか娘を助けてほしい。」 と残し、アレクシアを止めるためにリニアランチャーを制作していた。
本作のタイトルでもある「コード・ベロニカ」とは、アレクサンダーが名付けたベロニカ再臨プロジェクトの名称である。

### H.C.F.
アルバート・ウェスカー（Albert Wesker）
年齢38歳、身長183cm、体重84.5kg、血液型O型。
『1』の登場人物であり、元S.T.A.R.S.アルファチームの隊長。
しかしその実体はアンブレラの研究員であり、組織の鞍替えを目論み「洋館事件」の裏で暗躍していた人物であった。
洋館事件で死亡したと思われていたが、同僚であったウィリアム・バーキンから受け取った「使用すれば一度仮死状態になり、超人的な能力を持って復活する薬」（詳細は不明であるがスペンサーの差し金による、T-ウイルスまたは始祖ウイルスベースと考えられる試作段階ウイルス）を摂取していた為、復活。
その副作用からか、瞳孔が変化し、爬虫類を思わせる細い赤く光る目になった。
アンブレラと敵対する製薬会社「H.C.F.」の部隊に参入し本作に登場。部隊を率いてロックフォート島を襲撃、当初の目的であったアレクシアの捕獲には失敗したものの、実験体にされたスティーブの死体を確保したことでT-veronicaの入手に成功する。同時に、再びクリスと相対することになり、その憎しみをぶつけている。復活とその後の詳しい経緯は『完全版』の限定版に付いていた「ウェスカーズリポート」に記されている。
ちなみに、怪物化したアレクシアと対峙する際、オリジナル版では手も足も出なかった事に対し、完全版では残像を残して壁を走ったり、火炎による攻撃をものともせずに素手で殴ったりと互角の戦いを演ずるなど、その超人ぶりが目立っている（ただし、勝つのが難しいと悟り、戦いを見ていたクリスを囮にする形で逃げた）。
『バトルゲーム』では隠しキャラクターであり、ある条件を満たすとプレイアブルキャラクターとして使用することが出来るが、武器がナイフしかないため難易度は非常に高い。ただしその分ランクの決めが非常に甘く、一時間以内にクリアすれば確実に最高のランクが手に入る。

### その他
ロドリゴ・ファン・ラバル（Rodrigo Juan Raval）
年齢32歳、身長178cm、体重75kg。
アンブレラのヨーロッパ支部・パリ研究所の第3警備部隊長であり島の刑務官でクレアをとらえた張本人。
元はロックフォート島の住人であった一族の1人であり、アシュフォード家が施設を作るため島民のほとんどを強制退去させた後も先祖の墓を守るため、刑務官として就任していた。そのため、家族に先立たれている。アンブレラの非人道性に嫌気がさしており、島の崩壊に際しクレアを牢から解放し、その後負傷しながらも島の爆発後には家族の墓前に向かい、島に到着したクリスの前で亡くなる（クレアが事前に止血剤とライターを渡すか否かで迎える最期が異なる）。
D.I.J.
何らかの実験により喋ることは出来ないが人並みの知性を獲得、言語を解せるようになったネズミ。
こちらもバイオハザードの起きた島から脱出しようと試みており、ムービーを注意深く見ると一瞬だけその姿を見せていることがあるが、「チキンではない」らしい。彼の行動を記した日記を『バトル・ゲーム』で手に入れる事ができ、その日記にはタイラント戦でクレアを手伝ったと書かれており、最後はウェスカー達の潜水艦に乗り込み脱出した模様。また、クレアの戦いを始め、クリスとウェスカーの戦いをも間近で見ていたりと、好奇心旺盛な性格である。本編にてD.I.J.が登場するシーンは、下記のとおり。
- 訓練所の北側廊下のシャッターが閉まる下。
- 公邸前庭のウェスカーとクレアのイベントシーンの植え込みの中。
- カーゴルームの壁の棚。
- 南極基地の所長室のロッカー。
- エンディングにおいて、クレアを捕らえているウェスカーの隣にある牢屋の下。
- エンディングにおいて、クリスとウェスカーの対決場面の右下の橋。

## 登場クリーチャー

### 二次感染で誕生した生物
ゾンビ（Zombie）
アンブレラの開発した生物兵器「T-ウイルス」に感染し、生ける屍と化した者。
本作ではロックフォート島の作業員や囚人、特殊部隊の人間などが感染しており、また生前の職業（服装）によって能力が変動するようになっている。例えば墓場に埋められていたゾンビは腐敗がひどいので能力が低く、逆にウェスカーの部下である特殊部隊員のゾンビは能力が高い。他にも顔つきや装飾品などの細かなバリエーションが特色である。
さらに爆破オブジェクトと同様の効果の爆弾を背負っていたり、ランダムで腹の寄生虫が飛び出して攻撃してくるものも存在する。シナリオ前半ではアルフレッドの部下である解剖医がゾンビ化した「ドクターゾンビ」が中ボスとして登場、能力の高さに加えて部位破壊が発生しないという特徴を持つ。
また、バトルゲームではスティーブの父と同じ姿をした「ファーザーゾンビ」が登場する。
本作のゾンビは、部位破壊は存在するものの「頭部を失う」などの部位欠損描写が無く、例え頭部を破壊しても（肉片が飛び散るような演出こそあるが）見かけ上は何も変わらない。ロケットランチャーを撃ち込んだとしても五体満足のまま黒コゲになるだけである。
他作品よりも全体的に移動スピードが速く、不意に加速したりもするのでハンドガンでは止めきれないケースも多々ある。咬み掛かる態勢の時にナイフで攻撃するとダウンさせることができる。
ゾンビ犬（Zombie dog）
軍用犬として飼育されていたドーベルマンがT-ウイルスに感染したもの。
本作では素早い動きに加え、キックや腕かみつきなどの攻撃が加わっている。
コウモリ（Bat）
ロックフォート島に生息している野生のコウモリがT-ウイルスに感染し、凶暴化したもの。
暗く湿った場所に群れで住み着いており、走る足音や銃声に反応して襲いかかってくる。火を恐れる習性があるためライターを装備していれば近寄られることはない。
蛾（Moth）
実験用に飼育されていた蛾がT-ウイルスの影響で巨大化した物。巨大化したとはいえ『2』に登場したモス・ジャイアントと比べるとかなり小型。
強力な毒性を有したリン粉を撒き散らしながらプレイヤーに接近し、背中に卵を産み付けてくる。卵はわずか数秒で幼虫が孵化して毒牙で噛み付く。また撒き散らすリン粉は吸い込むと毒に侵される場合がある。体力は低いのでどんな攻撃でも1撃で倒せるが、倒しても部屋を出ると復活する。

### B.O.W.（アンブレラ）
砂虫（Gulp worm）
ミミズをベースにT-ウイルスの投与と遺伝子操作を施して生み出されたB.O.W.で、人間を丸呑みできる程の巨体を持つ。
英名のGulp wormも直訳で「大口で一気に飲み込む芋虫」となっており、見た目と人を丸呑みにするところを形容している。
試作段階のものをロックフォート島の訓練施設に移送し、対B.O.W.対策部隊の訓練生と模擬戦闘を繰り返してデータを収集していた。ラクーンシティに出現した「グレイブディガー」に酷似しているが、「グレイブディガー」がウイルスの二次感染により偶発的に生まれたのに対し、砂虫はこれを元にB.O.W.として研究開発されたもの。地中を掘り進んで移動し、獲物の臭いを感知して襲い掛かってくる。「BATTLE GAME」スティーブ編のボス。
バンダースナッチ（Bandersnatch）
タイラントをベースにした量産型B.O.W.の試作品で、1つの兵器としての完成度よりも実用性を重視されて生み出された。
「バンダースナッチ」というコードネームの由来は、イギリスの作家ルイス・キャロルの代表作の一つ『鏡の国のアリス』に登場する猛獣の名。
下半身が退化し、左腕が欠損した代わりに右腕が極端に異常に肥大化しているアンバランスなシルエットが特徴。右腕は伸縮自在で広い攻撃範囲を持ち、動きは遅いが遠くの物を掴んで身体を引っ張ることで瞬時に長距離を移動する機動性を持つ。なお、壁などに張り付いている時は攻撃してもダメージを与えられない。
また肥大化した右腕は非常に強力な握力を有しており、人間の頭を掴んでそのまま頭蓋骨を握り潰せるほどである。
火炎弾が弱点。
クモ（Black widow）
ラクーンシティでの事件から得たデータを元にアンブレラが研究開発したB.O.W.。
名前のWidowは「未亡人」の意味を持ち、大蜘蛛が小蜘蛛を宿している雌個体で雄個体がいないというところから来ている。
従来のシリーズに登場していたクモ型のクリーチャーとは素体が異なり、毒々しい紫色の腹部と細長い足が特徴。今作では大きさで3タイプに分かれる。
中クモ
最初に遭遇するタイプ。従来のシリーズに登場するものに近いサイズであるが、若干小さい。
壁や天井を徘徊し、素早い動きで獲物に噛みつき、毒液を飛ばしてくる。
また従来のものより生命力が増大しており、腹部が破壊されても頭胸部だけで動き回ることが可能。その場合、毒液を使わなくなる代わりに獲物に飛びかかって噛み付く攻撃を行う。
ちなみに、南極基地の一室にいる床下を徘徊するものは倒すことができない。
クレア編の南極基地で初登場となるが、後にクリス編の軍事訓練所にも出現する。
他シリーズに登場する中クモよりも、かなり攻撃的であり耐久力が非常に高く設定されており、2〜3匹登場するシーンではかなり苦戦する場合もあるため、無視することも戦略となる。
また従来の中クモとは異なり、グレネードランチャーでの弱点は火炎弾ではなく硫酸弾である。
大クモ
中クモのうち環境に適応した1匹が更に巨大化したもの。
生命力、攻撃力が増大し、クレーン操作室を潰してしまうほどの力を持つ。
また、腹部に大量の小クモを宿しており、腹部が破壊されると一斉に飛び出してくる。
シナリオ上必ず対峙することになるが、倒さなくてもクリア可能。
小クモ
大クモの腹部が破壊されると出てくる物で、正面の敵に飛び掛って攻撃してくるが、弱いため踏み潰すだけで倒せる。
アルビノイド（Albinoid）
ロックフォート島に生息するサンショウウオにT-ウイルスの投与と遺伝子操作を施して生み出した新型B.O.W.。
名前は先天的色素が無い遺伝子疾患でもある「アルビノ（Albino）」から来ている。
サンショウウオならではの泳ぐ力に加え、放電能力にわずか十数時間で成体となるすさまじい成長速度が特徴。
本編の訓練所の一室にて詳細を調べることができる。
幼体
全長30cmほどのオタマジャクシのような姿で、水陸両用に開発されているが作中で登場するのは陸上のみ。
帯電しながら地上を素早く這い回り、接触した者を感電させる。
成体
全長2mを超える両生類のような見た目で、四肢が形成されているが、頭部らしきものがない奇怪な姿をしている。
行動範囲は水中のみなので近づかない限り攻撃されないが、キーアイテム入手のため必ず水中へ踏み込む必要がある。放電能力は幼体とは比較にならぬほど強力で、体を震わせて周囲に放電する攻撃は同じ水中にいると、距離を取っていても届く。また水の影響で対B.O.W.ガス弾が効かないほか、ロケットランチャーの攻撃を当てられない（体勢が低い上に、部屋の構造上「壁にランチャーを当てて爆風での攻撃」もできない）。ただし倒さなくても、キーアイテムを回収すれば先に進むことができる。
タイラント（Tyrant）
アンブレラの研究により生み出された究極のB.O.W.。名前は「暴君」を意味する。
『バイオハザード2』に登場したタイプと同じ量産型の物がベースで、開発ナンバーはT-078。ラクーンシティの事件以前に冷凍保存してロックフォート島に持ち込まれていたものを、島から脱出しようとするクレア達を妨害するべくアルフレッドが目覚めさせた。本来は生命の危機に陥ると解除されるリミッターが最初から外されており、実質的にはスーパータイラントに近いが、従来のタイプとは異なり両手に指がなく、鋭いスパイクのついた棍棒のような形状となっている。
連絡通路で戦う時はゆっくり歩いて接近しながら両手で殴りかかるのみであるが、輸送機のカーゴルームでは右手に大振りのブレードのような爪が形成され、ある程度接近すると急にダッシュしてクレアを大きく吹き飛ばす攻撃を行う。攻撃力は非常に高いため、早めに回復する必要がある。
なお2戦目は体力こそ設定されているが0にしても倒すことができない。止めを刺すには体力を0にしてから、カタパルトを射出して輸送機から突き落とす必要がある。難易度ノーマルでもHPは多く、まともに倒すには弾薬消費が激しいため、序盤で入手できる「対B.O.W.ガス弾」を使ってHPを半減させることが推奨される。「対B.O.W.ガス弾を3発撃ち込む」→「硫酸弾を2発打ち込む」→「カタパルトの発射スイッチを押す」のが最短での撃破方法になる。ちなみに連絡通路での戦い故か右脚を負傷して出血しており、時間経過でダメージを受けている状態のため、ある程度時間を稼いでからカタパルト射出でも倒すことが可能。
「BATTLE GAME」クレア（レースクイーン版）編のボス。本編とは戦う場所が異なり、輸送機カーゴルームではなく南極ヘリポートでの戦いとなり、こちらでは特殊な方法を使う必要なく止めを刺せる。

### B.O.W. (H.C.F.)
ハンター改（Hunter）
『1』に登場した戦闘用B.O.W.「ハンター」を、ウェスカーの所属する組織が改良したもの。
外見や行動パターンはほぼ同じであるが、周辺機器の「自走式監視機」により、それがサーチした標的のみ襲わせるという運用も可能なため、兵器としての完成度はオリジナルのものより上回っている。なお、自走式監視機を破壊することは出来ない。
鋭利な爪は人間の首を切断できるほど強力なものの、本作では『首狩り』を行わず、代わりに人間の頭部から胴体へ爪を振り下ろして致命傷を与える攻撃方法を持つ。
スウィーパー（Sweeper）
赤紫色の体（鱗）と爪に毒を持つハンター改の亜種。
名前は「掃討者」を意味する。
作戦区域内の敵兵の掃討を目的として生み出された。
動きはハンター改と全く変わらないが、攻撃を受けると一定の確率で毒状態になる。

### T-Veronica系統
アレクシア・アシュフォードが開発した「T-Veronica」ウイルスに感染して生まれたクリーチャー。
T-Veronicaとは、従来のT-ウイルスをベースに女王アリと植物の遺伝子が組み込んで開発されたもので、これに感染した人間は並のB.O.W.よりもはるかに強靱な肉体を得られる反面、脳細胞を侵食されて理性と自我を失い凶暴化してしまう。
このウイルスの力を15年間の冷凍睡眠で自らの肉体に宿し、世界中にウイルスを拡散させて支配することがアレクシアの最終目的であった。
ノスフェラトゥ（Nosferatu）
南極基地の地下独房に幽閉されていた成人男性。
名前は「不死者、吸血鬼」を意味するルーマニア語（同名の吸血鬼映画も存在する）で、上記の事情を知らない研究所職員が後に付けたもの。
その正体は当時のアシュフォード家当主・アレクサンダーの成れの果てで、娘のアレクシアにT-Veronicaウイルスの実験体にされた結果、危険なモンスターへと変異したもの。そのまま独房に放置されていたが、ウイルスによって変質した強靱な肉体で15年間に及ぶ監禁状態を生き延びた。その名残りの目隠しで目が見えず、手足も枷で拘束されているが、身体の各部から生えた触手を振り回して攻撃する。
さらに血液には専用の血清を使わないと治療できない毒があり、触手の先や攻撃を受けた際の傷口から霧状に吹き出して周囲を漂う。
弱点は胸にある剥き出しの心臓で、スナイパーライフルかナイフで狙うことで大ダメージが与えられる（それぞれ止めを刺した際に専用のムービーが挿入される）。
当初は拘束具や斧によって動きを封じられ、ただ叫ぶだけの存在であったが、息子アルフレッドが瀕死の重傷を負わされたのを察知してか動き出し、ヘリポートでクレア達を襲った。なお、クリス編で必要なあるキーアイテムを身につけている。「BATTLE GAME」クレア（通常版）編のボス。
触手（Tentacle）
植物の根のような外見の巨大な触手。
アレクシアの覚醒と共に南極基地に現れるクリーチャーで、正体はT-Veronicaとの共生により生み出されたアレクシアの一部。アレクシアの意思により動き、伸縮自在で時には数kmも伸びる。
敵として登場する物の攻撃力は低く、基地のあらゆる所から現れるが接近しなければ攻撃されない。
ちなみに、イベントムービーでは雪上車を容易く横転させるなどの怪力を発揮している。
アリ（Ant）
ウイルス研究のためにアレクシアが飼育していたアリ。
T-Veronicaの投与で巨大化、凶暴化しており、アレクシアが眠りについていた15年間に繁殖を繰り返して南極基地に巨大な蟻塚を形成した。巣に近寄る者には積極的に噛みつき、微量のダメージを受けてしまう。性質は小クモと同じで、踏み潰して倒す事もできるが無限に湧いてくる。
スティーブ(モンスター)（Steve monster）
アレクシアによりT-Veronicaを投与され変異したスティーブ。
アレクサンダー同様ウイルスとの共存に失敗したことで自我を失い、異形の怪物と化した。
ウイルス自体がアレクシアの体内で進化したため、ノスフェラトゥよりもさらに異形かつ強靱な肉体と化している。身長は2m以上に巨大化し、背骨が異様に発達して大きく湾曲。皮膚は爬虫類のような緑色に変化しており、スティーブの面影は頭部に多少残っている程度。
手にした斧の攻撃はダメージが非常に高く、VERY EASY以外では2発受けただけでゲームオーバーになってしまう。強力な武器で攻撃すると動きを止めることができるが、倒すことはできないため逃げるしかない。
なお、戦闘が始まってからすぐ逃げただけでは確実に2度攻撃を受けてゲームオーバーになってしまうが、最初の攻撃を空振りさせてから逃げれば1度に減らすことが可能。
アレクシア（Alexia）
アレクシア・アシュフォードが、T-veronicaウイルスを自身に投与し、15年間の冷凍睡眠で徐々になじませて共生に成功した結果、人間とは別種の生命体に進化したもの。
作中でさらに進化して3段階に変化するが、ウイルスとの共生が始まったばかりの不安定な肉体のため次第に人間とはかけ離れた姿となってゆく。
第1形態
ウイルスの力を解放した直後の姿。
体形は人型を留めているが、肌は石像のような灰褐色になり、所々植物の葉や根を思わせる筋が浮き出ている。
体内の血液は外気に触れると発火する性質を持ち、これを振りまいて火炎放射器のように攻撃しつつ残り火で相手の行動を封じる。また、口から毒液を吐き出すことも可能。
逆に攻撃を受けても傷口から流れる血液で周囲が火に包まれ、捕らえた相手の体内に直接高熱を流し込んで焼き尽くす。
「BATTLE GAME」ウェスカー編のボス。
第2形態
第1形態からさらに進化した姿で、人間としての面影はほとんどない。
上半身から腕が消失し、代わりにウイルスに組み込まれたアリの遺伝子に由来する4枚の翅が生えている。下半身は巨大な卵管となり、左右から6本の節足が生え、それらを巨大な根が支えている。
発火血液は使わないものの、口から毒液を吐き、触手を振り回し、卵管からは次々と幼体が生まれてクリスを襲う。
このクリーチャーは上半身、下半身それぞれに当たり判定を持っており、上半身への攻撃の方がダメージが大きい。また中段攻撃で境目の部分を攻撃すると上半身と下半身両方にダメージを与えたことになり、結果的にダメージ値は倍近くになる。
攻撃生物（Alexia baby）
第2形態の卵管から生み出される幼体。
母体の生殖機能が未完成のため、これ自体に生殖能力はなく、虫と植物が不完全に融合したような歪な姿となっている。
生命力も非常に低いが、素早く動いて触手で攻撃してくる上、倒しても無限に出現する。
第3形態
第2形態で卵管が破壊されたため、上半身を離脱させて飛行形態となったもの。
4枚の翅で宙を飛び回り、発火成分を持つ緑色の体液を撒き散らしてクリスを焼き尽くそうとする。しかし攻撃は単調で避けやすく、触手や兵隊アリを統率する能力も失われている。
その姿は皮肉にもアレクシアが蟻のエサにしていたトンボを連想させ、わずかに人間の面影を残した顔面には、計画が失敗したことへの無念が浮んでいる。「BATTLE GAME」のクリス編のボス（第2形態との連戦）。
本編で登場するものはリニアランチャー以外の武器は一切効かないが、命中すれば一撃で倒す事ができる。ただしリニアランチャーは弾速が遅く、ただ狙って撃つだけではまず当らないため、動きを先読みする必要がある。

## ゲームの舞台
南方の海域にある絶海の孤島「ロックフォート島」と、南極にあるアンブレラ社の基地「南極基地」の2か所が今作の舞台となる。それぞれが過去作品の1本分に相当するほどのボリュームがあり、探索するエリア(マップ)はかなり広い上に入り組んでいる。特にロックフォート島は、探索する施設が多いだけでなく、キーアイテムが使用する施設とは異なる施設に隠されている場合も多いため、何度も施設間を行き来する必要がある。
ロックフォート島
物語前半の舞台で、アンブレラ社が所有する孤島。南米に存在するが、詳細な位置は不明。島には刑務所があり、そこに収容されたら二度と生きては出られないと言われている。
かつては島民が住む村があったが、アンブレラ社に島を占拠された際に島民は追放された。
ウェスカー率いるH.C.Fの部隊の襲撃を受けてT-ウイルスが漏洩し、バイオハザードが発生した。
刑務所
ロックフォート島に移送されたクレアが収容された場所。出口の扉を開けるには「鷹のエンブレム」が必要であるが、これは金属探知機を隔てた施設内にあるため、外に持ち出すことができず、金属探知機に反応しない特殊合金プレートで複製する必要がある。ギロチン広場奥にはイーグルプレートで解錠できる隠しエリアがあり、イーグルプレート入手後に再び戻って探索することになる。
公邸
刑務所から吊り橋を渡った先にある、アシュフォード家の邸宅。いくつかの扉が施錠されており、解錠には「黄金の鍵」と「銀の鍵」が必要。ただし、いずれの鍵も公邸以外の施設に隠されているため、鍵を入手後に公邸に戻ってくる必要がある。
私邸
公邸裏の丘の上にある小さな館で、アルフレッドとアレクシアの住居。不気味な装飾品が数多く立ち並び、アルフレッドは自分達兄妹以外の人間の出入りを厳しく禁じていた。
訓練所
アンブレラ社の対B.O.W.特殊部隊の訓練施設。かなり入り組んだ構造をしており、B.O.W.を保管する隠し部屋もある。
最初はクレアで探索するが、後ほどクリスでも探索することになり、クリス編前半におけるメインエリアとなる。クリス探索時はウェスカーが放った自走式監視機が至る所におり、それに探知されるとハンター改が襲ってくる。
また、クリス探索時は爆破の影響で多くの通路が崩落しており、一部の通路が通れなくなっている。その一方で、壁に穴が開くなどしてクレア探索時にはなかった通路が出来ていたりするため、同じ訓練所のマップでありながらもかなり探索の様相が違ってくる。
屋外エリアには、車両整備訓練棟、車両運転訓練コースがあり、ハンヴィーが1両ずつ用意されている。
空港
島からの脱出口。公邸と地下水路でつながっており、行き来するためには潜水艇を利用する。
飛行機に乗り込むためには、陸軍・海軍・空軍の3つの証を集める必要がある。
後ほどクリスもここを探索することになり、クレアが収めた3つの証を入手することが目的となる。
駐機されている航空機はC-130に似た飛行艇と、複座型のハリアーIIである。
南極基地
物語後半の舞台で、アンブレラ社の所有施設。地下には研究所があり、そこでアレクシアがコールドスリープで15年眠っていた。
ここもウェスカー率いるH.C.Fの部隊の襲撃を受けてT-ウイルスが漏洩し、バイオハザードが発生している。
南極輸送基地
廃坑跡を利用して建設された、アンブレラ社の大規模な輸送基地。
ここも最初はクレアで探索し、後ほどクリスでも探索する。クリス探索時は訓練所と同様、自走式監視機が至る所におり、それに探知されるとハンター改が襲ってくる。
また、クレアとスティーブが削岩機で基地を脱出した際に基地内に大量の水が流れ込んだため、クリス探索時にはその水が凍ったことで一部のマップに入れなくなっている。逆に、その氷の上を渡ることで、クレア探索時は行けなかったマップに行けるようになっている箇所もある。
南極研究所
南極基地の地下にある研究所で、アレクシアの研究拠点。最新鋭の研究設備が整えられており、研究所の中央部には巨大なアリ塚がある。かつてアレクサンダーが、プロジェクト「コード：ベロニカ」の実験を行った場所でもある。
施設の設計にはロックフォート島の私邸の図面が一部流用されており、私邸と全く同じ構図の隠し区画がある。また、メインホールや一部の部屋がシリーズ1作目の洋館と酷似している。これは、設計者がシリーズ1作目の洋館を設計したジョージ・トレヴァーであるため。

## 発売タイトル
シリーズ中唯一、PC版は2023年現在も発売されていない。
PS4でプレイするには「PlayStation Now」で公開されているが、ダウンロードプレイはできない。
Xbox 360版は、2019年2月22日に後方互換機能が対応され、Xbox OneおよびXbox Series X/Sでダウンロードプレイが可能となっている。
本編
『バイオハザード CODE：Veronica』（ドリームキャスト）2000年2月3日発売
初回限定版は超豪華「レッドケース」と特殊カラー使用のピクチャーレーベル仕様で、タイトル画面も限定版オリジナルである。また、予約特典としてロックフォート刑務所受刑者用メタルプレートが配布された。
『バイオハザード CODE：Veronica 完全版』（ドリームキャスト、PlayStation 2）2001年3月22日発売
イベントシーンなどが追加された。
『バイオハザード CODE：Veronica 完全版（カプコレ）』（PlayStation 2）2003年8月7日発売
『バイオハザード CODE：Veronica 完全版』（ニンテンドー ゲームキューブ）2003年8月7日発売
本体性能の向上により、一部ポリゴンモデルが改善された。タイトルコールが新録され、『2』と『3』のゲームキューブ版同様、ウォード・セクストンのものに変更されている。
『バイオハザード CODE：Veronica 完全版プレミアムパック』（PlayStation 2）2006年8月24日発売
過去に発売されたサウンドトラックCDから選曲したゲームBGMを収録したピクチャーレーベル仕様のオリジナルサントラCDが同梱されている。
『バイオハザード リバイバルセレクション』（PlayStation 3/Xbox 360）2011年9月8日発売
今作と『バイオハザード4』を同時収録したHDリマスター版。
『バイオハザード CODE：Veronica 完全版』（PlayStation 3/Xbox 360）2012年3月13日配信
『リバイバルセレクション』に収録されているものと同一のダウンロード版。
『バイオハザード CODE：Veronica 完全版』（PlayStation 3）2012年7月25日配信
PlayStation 2アーカイブス版。
外伝
詳細は『ガンサバイバーシリーズ』の項を参照の事。
『ガンサバイバー2 バイオハザード CODE：Veronica』（アーケード）2001年7月稼働
『ガンサバイバー2 バイオハザード CODE：Veronica』（PlayStation 2）2001年11月8日発売